# Вовкодав Володимир Петрович
Вовкода́в Володимир Петрович (15 грудня 1926 р., с. Лозни Летичівського повіту Подільської губернії (нині Хмельницький р-н)  - 6 березня 2012 р., с. Курилівці Вінницька обл.) — краєзнавець, історик, фольклорист, громадський діяч.

## Біографія
Народився 15.12.1926 в с. Лозни Летичівського району (нині Хмельницької обл.) в селянській родині. 
Репресований за розповсюдження листівок-закликів УПА, у 1944–55 роках відбував покарання на Воркуті.  В 1955 р. Володимир Вовкодав був реабілітований, але обмежений у виборі місця проживання. Деякий час перебував на Донеччині.  У 1959 році закінчив Вінницьке медичне училище. Від 1960 року – зав. медпункту у с. Кармалюкове Жмеринського району Вінницької області. Помер 04.03.2012, похований в с.Курилівці Жмеринського району Вінницької області.

## Політична та громадська діяльність
Боровся за Українську державу в лавах Руху, «Просвіти», «Меморіалу», Історичного клубу «Холодний Яр». З 1996 р. Володимир Вовкодав — член Національної спілки журналістів України. Член Історичного клубу «Холодний Яр».

## Творча та наукова спадщина
Записав 2000 народних пісень, сотні легенд, переказів, усмішок, приказок, повір'їв, замовлянь, тлумачень снів, прізвиськ, топонімічних назв, діалектизмів, які увійшли до збірників «Весільні пісні» (1982), «Народні оповідання» (1983), «Калинова сопілка» (1989), «Український сонник» (1991), «Голод-33: народна книга-меморіал» (1991), «Євшан-зілля» (1992), «Народні повір'я» (1994) та «Подільські криниці» (1994)  Видав власні фольклорні записи про Устима Кармалюка «Останній гайдамака» (2001), сатиру на совєтську владу «Правда очі коле» (2003), збірку «Людське око бачить глибоко» (2006). Книга «Лицар українського духу» (2008). Співавтор історично-краєзнавчого нарису «Жмеринський край» (2003), автор багатьох публікацій про Визвольну боротьбу, зокрема про отаманів Якова Гальчевського, Якова Шепеля, Хмару (Семена Харченка-Харчука).  Автор наукових розвідок, публікацій про визвольний рух на Поділлі у 20-і рр. 20 ст., статей «Дерева-пам’ятки на батьківщині Кармалюка» // «НТЕ», 1985, № 6; «Доба сталінізму і застою в приказках земляків Кармалюка» // «Прапор», 1990, № 6; «Голгофа одного села: До 60-річчя великого терору» // «Нові горизонти», Жмеринка, 1998, 1 квіт. 
Ініціатор встановлення пам’ятників Устимові Кармалюку в Летичеві та його родинному селі Головчиці – тепер Кармалюковому.

## Цитати
Володимир Вовкодав за життя говорив, що дихає Україною, що вона для нього — понад усе: «Не знаю, хто твій Бог, а мій — це Україна!».

## Нагороди
- Лауреат літературно-фольклорної премії ім. Павла Чубинського (1996);
- премії “За подвижництво у державотворенні” ім. полковника Армії УНР Якова Орла-Гальчевського;
- Кавалер ордену «За заслуги» ІІІ ст.

На честь Володимира Петровича Вовкодава засновано премію його імені. Вручається вона школярам, найкращим знавцям рідного краю і рідної мови.